# پوگن
پوگن (به آلمانی: Püggen) یک منطقهٔ مسکونی در آلمان است که در کوهفلده واقع شده‌است. پوگن ۴۷ نفر جمعیت دارد.